# الوردة (حلوى)
الوردة هي حلوى جزائرية تُحضّر من الدقيق، واللوز، والحلوى التركية (حلاوة طحينية)، والفانيليا. تُنكَّه هذه الحلوى بالهيل، وتُغمر في شراب العسل المُعطر بماء الورد.

## الأصل والاشتقاق اللغوي
تُعد "الوردة" من ضمن مجموعة الحلويات الجزائرية التقليدية. ويعود اسمها إلى اللغة العربية، حيث تعني "الزهرة" أو "الوردة"، وذلك ليس فقط لمعناها، بل أيضًا لتصميمها الذي يُشبه شكل الوردة.